# Borås stadsbränder
Borås stadsbränder, det vill säga stadsvida eldsvådor i Borås, har inträffat flera gånger under historiens gång, men vid fyra tillfällen har större delen av staden brunnit ner till grunden. Dessa bränder klassas som stadsbränder och därför myntades uttrycket "Borås stads historia är i eld skriven", första gången formulerat av Ada Damm, en lokal skribent för Borås Tidning. Den första stadsbranden ägde rum den 13 december 1681. Den andra inträffade den 14 juli 1727. De senaste 1822 och 1827. 

## 1681
Den första stora branden ägde rum under lucianatten 12 december 1681. Branden började på kvällen i vice borgmästaren Anders Larsons hus vid Stora torget. Den kastade sig snart över till borgmästarens och landshövdingen Henrik von Vickens hus, en man som vid den här tiden bodde i staden och blev vittne till eldens framfart över staden. I sin rapport till kung Karl XI skrev han att det uppstod en fruktansvärd blåst som förde lågorna över staden, vilken nästan helt lades i aska.
Befolkningen fick ta sitt logi i omkringliggande gårdar utanför staden och de som inte fick plats där byggde kojor som skydd mot vinterns väderlek.

## 1727
På kvällen söndagen den 14 juli 1727 hade man i rådman Lars Larssons Strömbergs gård kokat fisk till kvällsvard i brygghuset. Senare på kvällen upptäckte en skomakargesäll Bohman, att eld slog ut genom väggen mot tvärgatan. Gårdsdrängen skickades genast till kyrkan för att slå larm och varsko tornväktarna. Gatuväktaren hade på sin rond upptäckt branden. Men sedan de två tornväktarna  hade blåst i luren kl 22 hade de somnat, båda två. Klockringen kom därför igång sent, stark storm rådde och branden fick ett hastigt förlopp. Större delen av staden inklusive kyrka och rådhus ödelades, nu för andra gången.

## 1822
Natten mellan 19 och 20 december 1822 uppkom brand i gördelmakare Werfins hus mellan kyrkan och torget. Under bakning hade torkugnen överhettats. Trästickor som man lagt till torkning flammade upp, en bjälke fattade eld och huset var på kort tid övertänt. Snart stod även granngårdarna i ljusan låga. När brandredskap och hjälp kom på plats var läget hopplöst. Stadens brunnar tömdes snart, det var hård blåst och bistert kallt. Isen låg aln-tjock på Viskan. Vattenhämtarna hade ett tungt arbete att transportera vatten fram till stadens fem handkraftsprutor. Sprutor och redskap var undermåliga och i dåligt skick. I den kalla natten tog kvinnorna av sig strumpor och strumpeband for att täta de värsta läckorna i sprutorna och i de ofta hårda och otäta läderslangarna. Från kvart i två på natten till kl. 8 nästa kväll hade kyrka, rådhus och de flesta husen i staden blivit lågornas rov. Två personer omkom.

## 1827
Den fjärde branden ägde rum bara fem år senare, den 14 juli 1827, på dagen 100 år efter branden 1727. Ungefär 30 byggnader stod kvar. En av dem var den så kallade Brännerigården, vilken ännu står där den stod längs Västerlånggatan.
Efter denna brand breddades en del gator så att elden inte skulle ha lika lätt att sprida sig från kvarter till kvarter.